# ロベルト・ベニーニ
ロベルト・ベニーニ（イタリア語: Roberto Benigni, 本名: Roberto Remigio Benigni, 1952年10月27日 - ）は、イタリアの俳優、映画監督、コメディアン。ジム・ジャームッシュ監督とのコラボレーションで知られる。1998年公開の監督、脚本、主演を務めた『ライフ・イズ・ビューティフル』では、アカデミー主演男優賞、アカデミー外国語映画賞、カンヌ国際映画祭 審査員特別グランプリなど世界各国の映画賞を受賞した。

## プロフィール

### 来歴
トスカーナ出身。2人の姉がいる。1970年代からイタリアの舞台やテレビで活躍していた。1986年公開のアメリカの映画監督ジム・ジャームッシュの『ダウン・バイ・ロー』と1991年公開の『ナイト・オン・ザ・プラネット』で注目を集める。1990年、イタリアの名匠フェデリコ・フェリーニの遺作となった『ボイス・オブ・ムーン』に出演。1991年公開の『ジョニーの事情/JOHNNY 2』で監督デビューを果たす。
1998年公開の監督も務めた『ライフ・イズ・ビューティフル』では、アカデミー主演男優賞、アカデミー外国語映画賞、カンヌ国際映画祭 審査員特別グランプリなど世界各国の映画賞を受賞した。第71回アカデミー賞授賞式ではアカデミー外国語映画賞のプレゼンターは同胞の女優ソフィア・ローレンで、受賞作品名ではなく「ロベールト!」と彼の名を呼んだ。壇上に上がったベニーニは、大先輩の祝福のキスを受け大感激していた。また、外国語でのアカデミー主演男優賞を受賞した初めての男優でもある。
2002年公開の『ピノッキオ』でゴールデンラズベリー賞を受賞する。外国語映画での受賞者は彼が初めてである。

### 私生活
1991年に同じくイタリア人の女優のニコレッタ・ブラスキと結婚した。彼女との共演作も多い。

## 主な出演作品
| 公開年 | 邦題 原題                                                   | 役名                         | 備考 |
| ------ | ----------------------------------------------------------- | ---------------------------- | --- |
| 1979   | ピンクのルージュ Letti selvaggi                             |                              | |
| 1979   | マイ・ワンダフル・ライフ Chiedo asilo                       | ロベルト                     | |
| 1979   | ルナ La Luna                                                |                              | |
| 1986   | ダウン・バイ・ロー Down by Law                              | ロベルト                     | 共演：ニコレッタ・ブラスキ |
| 1990   | ボイス・オブ・ムーン La Voce della luna                     | サルヴィーニ                 | |
| 1991   | ナイト・オン・ザ・プラネット Night on Earth                 | 運転手（ローマ）             | |
| 1991   | ジョニーの事情 Johnny Stecchino                             | ダンテ                       | 監督・脚本・出演 共演：ニコレッタ・ブラスキ |
| 1993   | ピンク・パンサーの息子 Son Of The Pink Panther              | ジャック・ガンブレリ巡査     | |
| 1994   | ロベルト・ベニーニの Mr．モンスター Il Mostro               | ロリス                       | 監督・脚本・出演 |
| 1998   | ライフ・イズ・ビューティフル La Vita è bella                | グイド                       | 監督・脚本・出演 アカデミー主演男優賞受賞 カンヌ国際映画祭 審査員特別グランプリ 受賞 英国アカデミー賞 主演男優賞 受賞 ヨーロッパ映画賞 男優賞 受賞 セザール賞 外国語映画賞 受賞 共演：ニコレッタ・ブラスキ |
| 2002   | ピノッキオ Pinocchio                                        | ピノッキオ                   | 監督・脚本・出演 ゴールデンラズベリー賞 最低主演男優賞 受賞 共演・製作：ニコレッタ・ブラスキ |
| 2002   | フェリーニ 大いなる嘘つき Fellini: Je suis un grand menteur |                              | ドキュメンタリー |
| 2003   | コーヒー&シガレッツ Coffee and Cigarettes                   | ロベルト                     | |
| 2005   | 人生は、奇跡の詩 La tigre e la neve                         | アッティリオ・デ・ジョバンニ | 監督・脚本・出演 共演・製作：ニコレッタ・ブラスキ |
| 2012   | ローマでアモーレ To Rome with Love                          | レオポルド                   | |
| 2019   | ほんとうのピノッキオ Pinocchio                              | ジェペット                   | |